# Symna Woda
Symna Woda (ukrainisch Зимна Вода; 1946–1990 – Водяне; russisch Зымна Вода, polnisch Zimna Woda, deutsch Kaltwasser) ist ein Dorf in der westukrainischen Oblast Lwiw mit etwa 11000 Einwohnern.

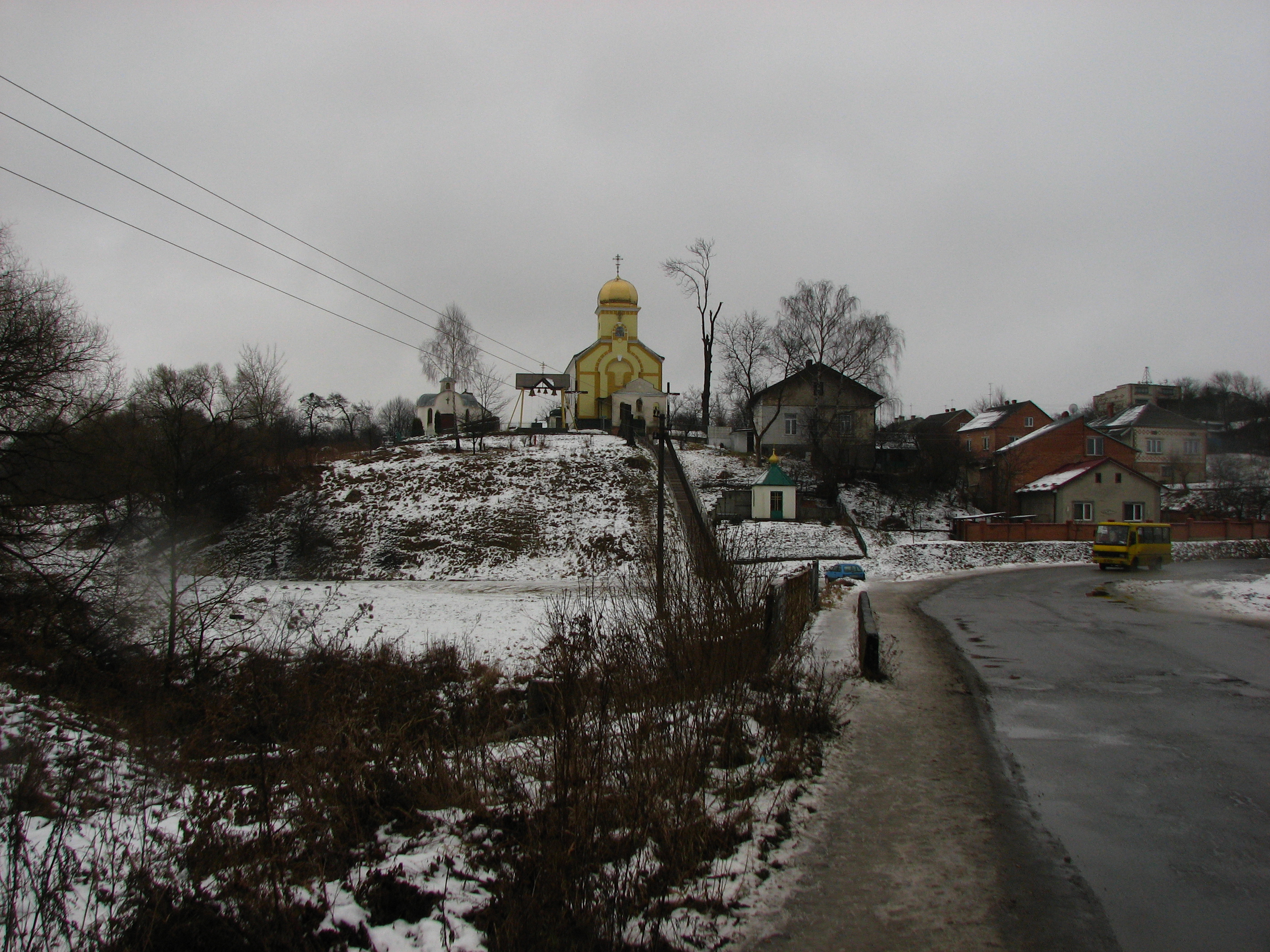
Kirche im Ort

## Geschichte
Der Ort wurde im Jahre 1427 als in Zympnewody urkundlich erwähnt.
Das Dorf gehörte zunächst zur Adelsrepublik Polen-Litauen, Woiwodschaft Ruthenien, Lemberger Land und war schon im Mittelalter ethnisch polnisch, d. h. die Namen der Einwohner waren in den damaligen historischen Quellen überwiegend polnisch. Später wurde es als Zymnawoda (1461), Zymna woda (1469), de Zimnawoda (1484), Zimnawoda (1578) erwähnt. Der Name ist abgeleitet vom Namen eines lokalen Bachs und bedeutet kaltes Wasser.
Bei der Ersten Teilung Polens kam das Dorf 1772 zum neuen Königreich Galizien und Lodomerien des habsburgischen Kaiserreichs (ab 1804).
Im Jahre 1900 hatte die Gemeinde Zimna Woda 107 Häuser mit 755 Einwohnern, davon 668 polnischsprachige, 13 ruthenischsprachige, 72 deutschsprachige, 581 römisch-katholische, 67 griechisch-katholische, 30 Juden, 77 anderen Glaubens.
Nach dem Ende des Polnisch-Ukrainischen Kriegs 1919 kam Zimna Woda zu Polen. Im Jahre 1921 hatte die Gemeinde Zimna Woda 144 Häuser mit 819 Einwohnern, davon 813 Polen, 6 Deutschen, 720 römisch-katholische, 24 griechisch-katholische, 53 evangelische, 22 Juden (Religion).
Im Zweiten Weltkrieg gehörte es zuerst zur Sowjetunion und ab 1941 zum Generalgouvernement, ab 1945 wieder zur Sowjetunion, heute zur Ukraine. Am 18. Juli 1946 wurde der Ort in Wodjane (Водяне) umbenannt, am 18. Dezember 1990 bekam er dann wieder seinen alten Namen.

### Kaltwasser
Im Jahre 1784 wurden im Zuge der Josephinischen Kolonisation auf dem Grund des Dorfes Zimna Woda deutsche Kolonisten katholischer, lutherischer und reformierter Konfession angesiedelt. Die Kolonie wurde Kaltwasser genannt und wurde eine unabhängige Gemeinde.
Im Jahre 1900 hatte die Gemeinde Kaltwasser 26 Häuser mit 198 Einwohnern, davon 136 deutschsprachige, 61 polnischsprachige, 1 ruthenischsprachige, 62 römisch-katholische, 4 griechisch-katholische, 25 Juden, 107 anderen Glaubens.
Im Jahre 1921 hatte die Gemeinde Kaltwasser 82 Häuser mit 545 Einwohnern, davon 483 Polen, 22 Ruthenen, 40 Deutschen, 396 römisch-katholische, 59 griechisch-katholische, 64 evangelische, 26 Juden (Religion).
Am 11. März 1939 wurde der Name auf Wola Konopnicka geändert.

## Verwaltungsgliederung
Am 12. Juni 2020 wurde das Dorf zum Zentrum der neu gegründeten Landgemeinde Symna Woda (Зимноводівська сільська громада/Symnowodiwska silska hromada). Zu dieser zählen auch die 4 in der untenstehenden Tabelle aufgelistetenen Dörfer im Rajon Lwiw; bis dahin bildet sie zusammen mit dem Dorf Pryschljaky die Landratsgemeinde Symna Woda (Зимноводівська сільська рада/Symnowodiwska silska rada) im Rajon Pustomyty.
Folgende Orte sind neben dem Hauptort Symna Woda Teil der Gemeinde:
| Name                     | Name         | Name                         | Name        |
| ukrainisch transkribiert | ukrainisch   | russisch                     | polnisch    |
| ------------------------ | ------------ | ---------------------------- | ----------- |
| Cholodnowidka            | Холодновідка | Холодноводка (Cholodnowodka) | Zimna Wódka |
| Lapajiwka                | Лапаївка     | Лапаевка (Lapajewka)         | Łapajówka   |
| Sknyliw                  | Скнилів      | Скнилов (Sknilow)            | Skniłów     |
| Suchowolja               | Суховоля     | Суховоля                     | Suchowola   |

## Söhne und Töchter
- Mikołaj Sęp Szarzyński (* um 1550; † 1581), polnischer Dichter der ausgehenden Renaissance